# 科尼 (狗)
科尼（俄语：Ко́ни，1999年－2014年），也译为柯尼，全名康妮·保尔格雷夫（Ко́нни По́лгрейв），是俄罗斯领导人弗拉基米尔·普京所豢養雌性拉布拉多犬。科尼是2000年俄罗斯军方领导人谢尔盖·绍伊古送给普京的礼物。科尼常伴普京左右，参加国事会议，会见来访的各国领导人。

## 家庭
科尼全名康妮·保尔格雷夫（Connie Paulgrave），1999年生于俄罗斯联邦紧急情况部诺金斯克搜救犬中心，将来要接受训练，成为搜救犬。 科尼的母亲和父亲名字分别为汉丽埃塔·布什（Henrietta Bush ）和阿尔科尔·罗斯·布拉德福（Alkor Ros Bradford）。阿尔科尔·罗斯·布拉德福是前苏联共产党中央委员会总书记列昂尼德·伊里奇·勃列日涅夫的一只拉不拉多犬的直系后代。 有未经证实的留言称，科尼以前美国国务卿康多莉扎·赖斯的名字命名。2000年12月，紧急情况部部长谢尔盖·绍伊古将科尼当作礼物送给了普京。
2003年12月7日，这一天是2003年俄罗斯国家杜马选举日，科尼生了八只小狗。其中的一只小狗命名为达丽娜（Darina），送给罗斯托夫州涅科林诺夫斯基区一位领取抚恤金者，一只小狗名为奥斯卡（Oscar），送给了斯摩棱斯克市一名6岁的小女孩，有两只狗分别送给了当时的奥地利总统托马斯·克莱斯蒂尔。 这两只狗母亲与克莱斯蒂尔的遗孀玛戈特·勒夫勒生活在一起，她在担任奥地利驻捷克共和国大使时和这两只狗一起在布拉格生活。2009年12月，她被任命为奥地利驻俄罗斯联邦大使，这两只狗随她回到了莫斯科。勒夫勒介绍说，这两只狗分别叫欧雅（Olya）和奥赫里（Orhi），帮助她克服丧夫之痛。 科尼所生的另外一只小狗在北奥塞梯-阿兰共和国弗拉季高加索救援队工作。

## 与普京关系

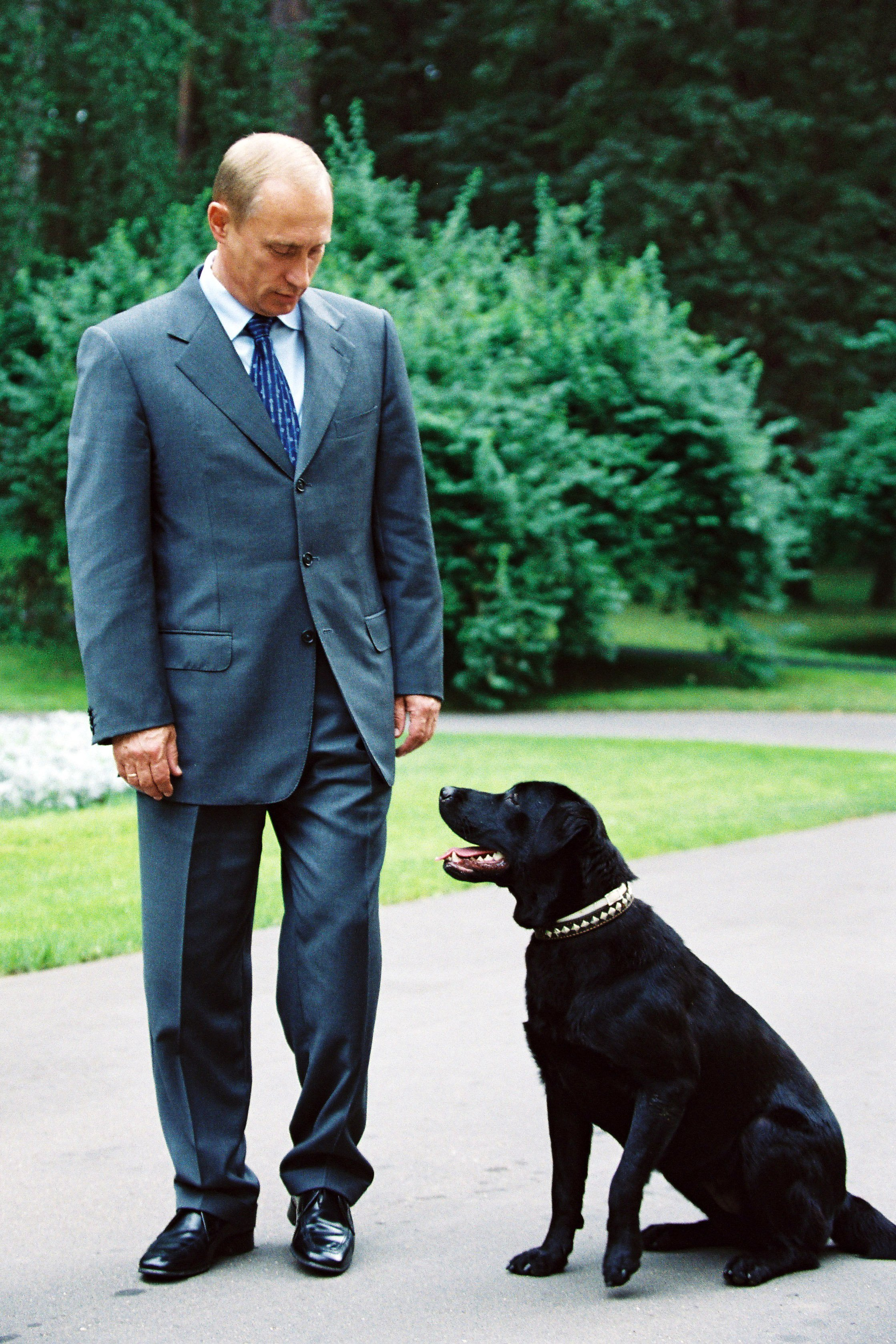
2001年，科尼与普京

科尼自从成为普京家庭一员之后，她就在普京的生活中占据显著地位，经常出现在普京左右。2007年，圣彼得堡经济论坛组织者请总统办公厅提供一张照片以制作参会人员标牌，总统办公厅提供一张科尼卧在普京脚边的照片。
在记者会上回答记者提问时，普京说每个人都会有心情不好的时候，

“我心情不好的时候，我会向我的狗科尼请教，她总会给我出好主意。”

科尼听得懂普京的简单的命令，包括“躺下！”（Лежать! Ležat!）、“坐下！”（Сидеть Sidet'!）、“过来！”（Рядом! Rjadom!）、“上！” （Фас! Fas!）和 “咬他！” （Голос! Golos），还有握手。
一般情况下科尼被允许随普京参加一些重要会议，偶尔会被拒绝。《俄罗斯报》在2003年曾回顾这样一个故事。当时记者到索契与普京总统讨论各种问题，甫一到达Bocharov Ruchei山庄，科尼兴高采烈并带有好奇地迎接记者。会议开始时，普京的保镖阻止科尼跟随普京。记者和普京边谈边走下楼梯，科尼突然冲向人群，并向普京汪汪大叫。REN TV电视台台长伊连娜·列斯涅夫斯基（Irena Lesnevsky）问“这里谁还可以对总统大喊大叫？”科尼带着一脸不悦，不满自己被拒绝出席会议，继续狂吠，拒绝普京的多个指令，列斯涅夫斯基又问“我们这里谁敢不听总统的？” 

## 公众视野
2004年12月，科尼随普京在克里姆林宫大会堂参加儿童新年晚会。 普京在台上正对现场媒体、官员和公众讲话时，科尼摆脱束缚，也来到台上。
2004年儿童文学出版社（Detskaya Literatura）出版了一部名为《康妮的故事》（Connie's Stories）（科尼是康妮的昵称）的书，科尼因此书名满天下。儿童文学出版社（Detskaya Literatura）是苏联时代最古老的出版社之一，是最大的儿童图书出版社。《康妮的故事》一书共60页，是一本英文书，记述了一只名为康妮的拉不拉多犬的的生活和冒险经历，在书的最后，指出这是普京总统的狗。 科尼在2005年4月普京与白俄罗斯总统卢卡申科在索契会谈时，再次大出风头。 科尼在多次普京与其他国家领导人会谈中引人注目，这给《星火》杂志（Ogoniok）带来了灵感，连载了一部讽刺性连环漫画，在漫画作品里，主角科尼是普京的外交顾问。

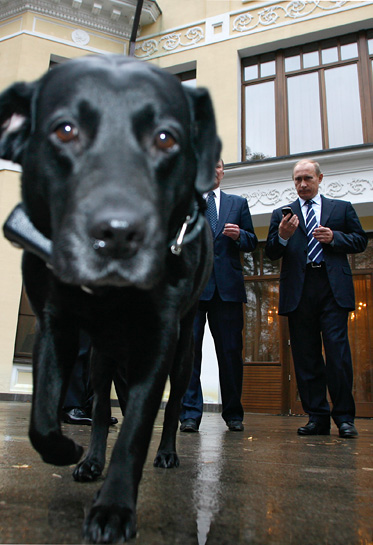
2008年10月，戴着格洛纳斯系统定位项圈的科尼

2006年7月，在Yandex和BBC共同举办的一个在线会议上，普京披露，科尼一天进餐两次或三次，最爱喝肉粥。在提问环节，普京重申了他在其个人网站上的要求，不要喂科尼食物，普京说：

“有时候，科尼从满是记者的房间里出来，满脸喜悦，嘴上带着饼干屑，……，请不要喂我的狗。”

2007年12月，俄罗斯副总理谢尔盖·鲍里索维奇·伊万诺夫透露，普京关心俄罗斯的卫星导航系统格洛纳斯系统，询问是否可以为科尼买一个导航设备，这样就不担心跑丢了。伊万诺夫建议普京买一个宠物项圈，将在2008年中期上市。 2008年10月17日，装有格洛纳斯系统的项圈佩戴在科尼身上，给普京做了演示，科尼成为格洛纳斯系统定位项圈的第一个用户。

## 俄罗斯政治
2005年2月，“另一个俄罗斯”成员“我们”发起运动，支持科尼竞选总统。这个组织认为，不管是谁赢得2008年俄罗斯总统选举，实际掌权的国家元首不会变，还是普京，因此，科尼是最佳候选人。 “另一个俄罗斯”重要人物乔吉·萨塔罗夫认为，如果普京让科尼接自己的班，40%的选民会投科尼，因为40%的选民普京让投谁就投谁。

## 俄罗斯外交

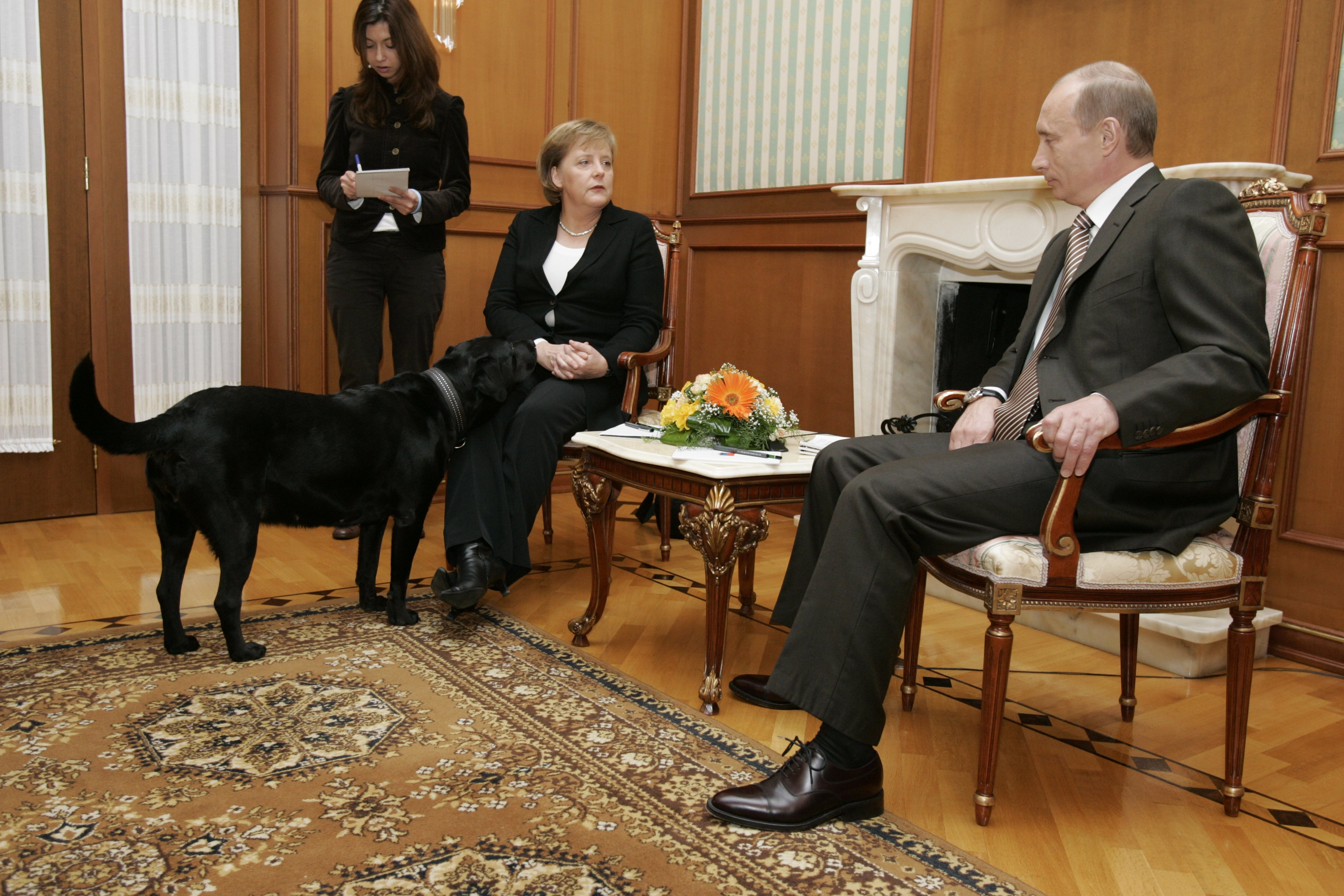
科尼陪同普京会见德国总理安格拉·默克尔

科尼允许参加普京与其他国家领导人的正式会谈，被视为友好会谈的标志 。
一件有名的轶事轶事发生在德国总理安格拉·默克尔 与普京的会谈中。2007年1月21日，两位领导人在索契会谈，会谈开始不久，科尼进入会议室，普京对怕狗的默克尔说：“这只狗不会给你不快吧？她很友好，我保证她会举止得体。”默克尔用俄语回答：“至少她不咬记者。”  科尼对着德国总理抽动着鼻子，卧在默克尔脚下。据报道，默克尔表情显示她“明显不快”。
2006年7月，普京在新奥加廖沃官邸接见来访的美国总统乔治·沃克·布什，科尼也在场迎接。据报道，普京对布什总统说，科尼“比巴尼（布什的爱犬）更大，更强，更快，更健美”。 白俄罗斯总统卢卡申科表示自己与科尼是朋友，在索契曾分别在2003年3月和2005年4月两次试图把科尼唤到自己身边，但科尼都无动于衷，还多次对卢卡申科大哈欠，然后起身走向报道俄白总统会谈的记者。

## 死亡
据媒体2015年报道，科尼死于2014年末，享年15岁。

## 图集

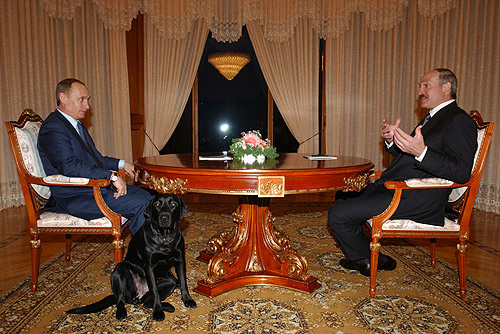
2003年，普京在索契会见白俄罗斯总统卢卡申科，科尼坐在地上。
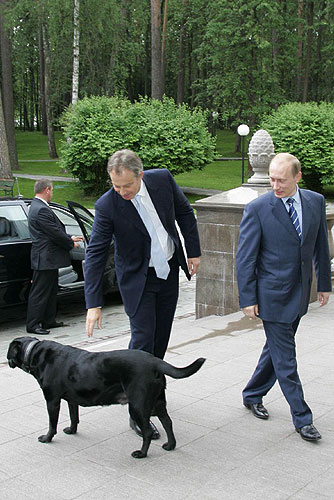
2005年，在新奥加廖沃官邸（英语：Novo-Ogaryovo），科尼欢迎当时的英国首相托尼·布莱尔。
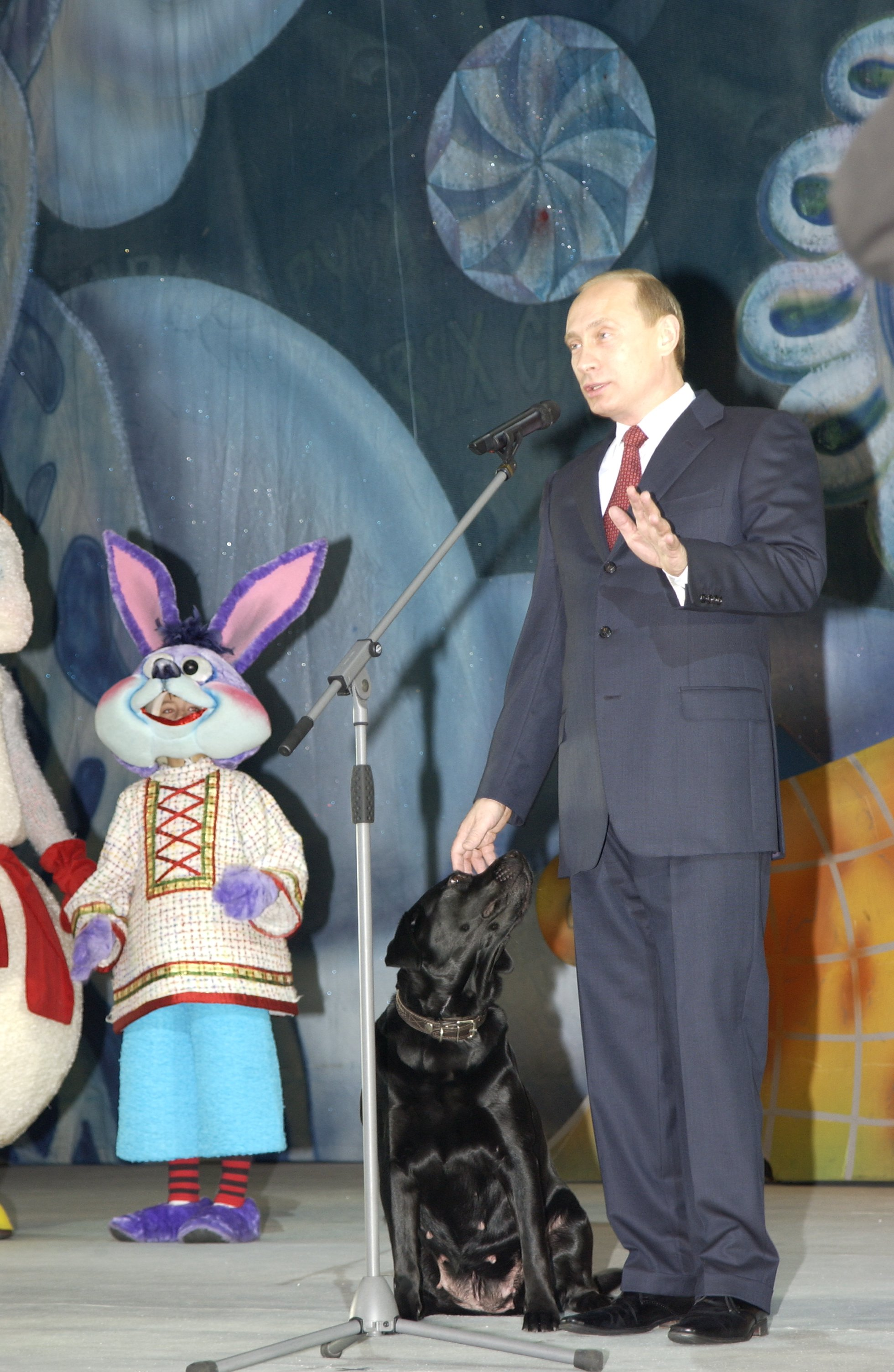
2004年12月，科尼随普京在克里姆林宫大会堂参加儿童新年晚会，摆脱束缚，走到台上正在讲话的普京身边。